# 库布里克凝视

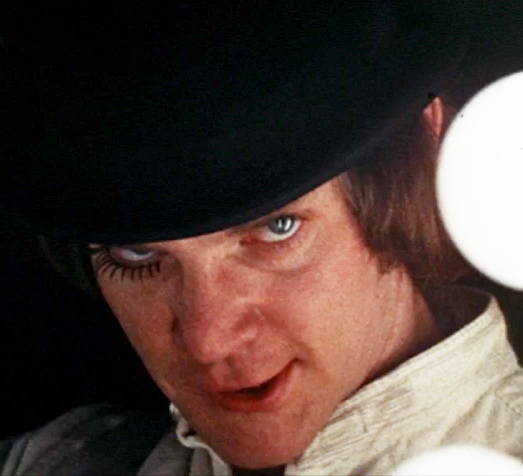
马尔科姆·麦克道威尔（饰亚历克斯）在《發條橘子》做一个库布里克凝视。Far Out说麦克道威尔几乎能通过此注视“察觉出观众的存在”。

在电影摄影中，库布里克凝视（英語：Kubrick stare）是一种塑造精神失常角色的方法，即是演员低头至眉线以下，并且向镜头倾头。演员一般通过这个方法预示“激烈的事情”。库布里克凝视经常由斯坦利·库布里克使用，因而得名，但其他在他前后的导演也采用过这个手法。它获《每日电讯报》评为“最容易辨识的电影镜头之一”。此术语由电影摄影师道格拉斯·米尔索姆在描述《發條橘子》（1971年）中亚历克斯的脸部表情时创造出来。
电影评论家认为库布里克凝视能打破第四面墙，向观众产生恐惧。罗比·科林说一些脸部结构合适的演员更容易做出库布里克凝视。

## 描述和使用
库布里克凝视即是演员低头至眉线以下，向镜头倾头，有时还会奸笑。它一般渲染角色的精神失常，也能预示“激烈的事情”即将发生。库布里克凝视获《每日电讯报》评为“最容易辨识的电影镜头之一”。
此术语源于斯坦利·库布里克《發條橘子》（1971年）的摄影。根据马尔科姆·麦克道威尔所述，库布里克拍摄这部电影时，让麦克道威尔在某个场面听贝多芬的音乐，然后要求他作出反应。尝试数次后，他们一致采用某种表情。2014年，麦克道威尔谈到这件事：
（库布里克）说：“我要大声放贝多芬的合唱交响曲，看看你会做什么。”我试着做各种表情——别忘了我也要表现出吸了毒之后的那种亢奋。然后我露出这种微笑，他竟然笑出声了。他大笑是因为我朝上看，有点失神，而且嘴巴有点扭曲。他一开始笑，我们就知道我们中了，要用这个表情了。因为我们要拍喜剧，挑明说吧。我唯一要做的是在开头镜头再做那个表情。
电影摄影师道格拉斯·米尔索姆称之为“库布里克凝视”，即是此术语的起源。库布里克觉得麦克道威尔的凝视十分扣人心弦，于是把它放在《發條橘子》的海报上。此后，库布里克在几乎所有电影中广泛运用此技巧，尤其是《烈血焚城》（1987年）和《闪灵》（1980年）。
其他导演和演员也依赖此手法表达精神错乱。亞弗列·希治閣在《驚魂記》（1960年）结尾采用与库布里克凝视类似的表情。
它出现于《沉默的羔羊》（1991年）、《怵目驚魂28天》（2001年）和《蝙蝠侠》（1989年）。特别的是，希斯·萊傑在《黑暗騎士》（2008年）饰演小丑时，因为多次运用这种凝视，所以这个角色与此技巧产生紧密关联。另外，在（2022年）中，女主角被一个多脸灵体缠绕，而它一直对她露出库布里克凝视。

## 评价和分析

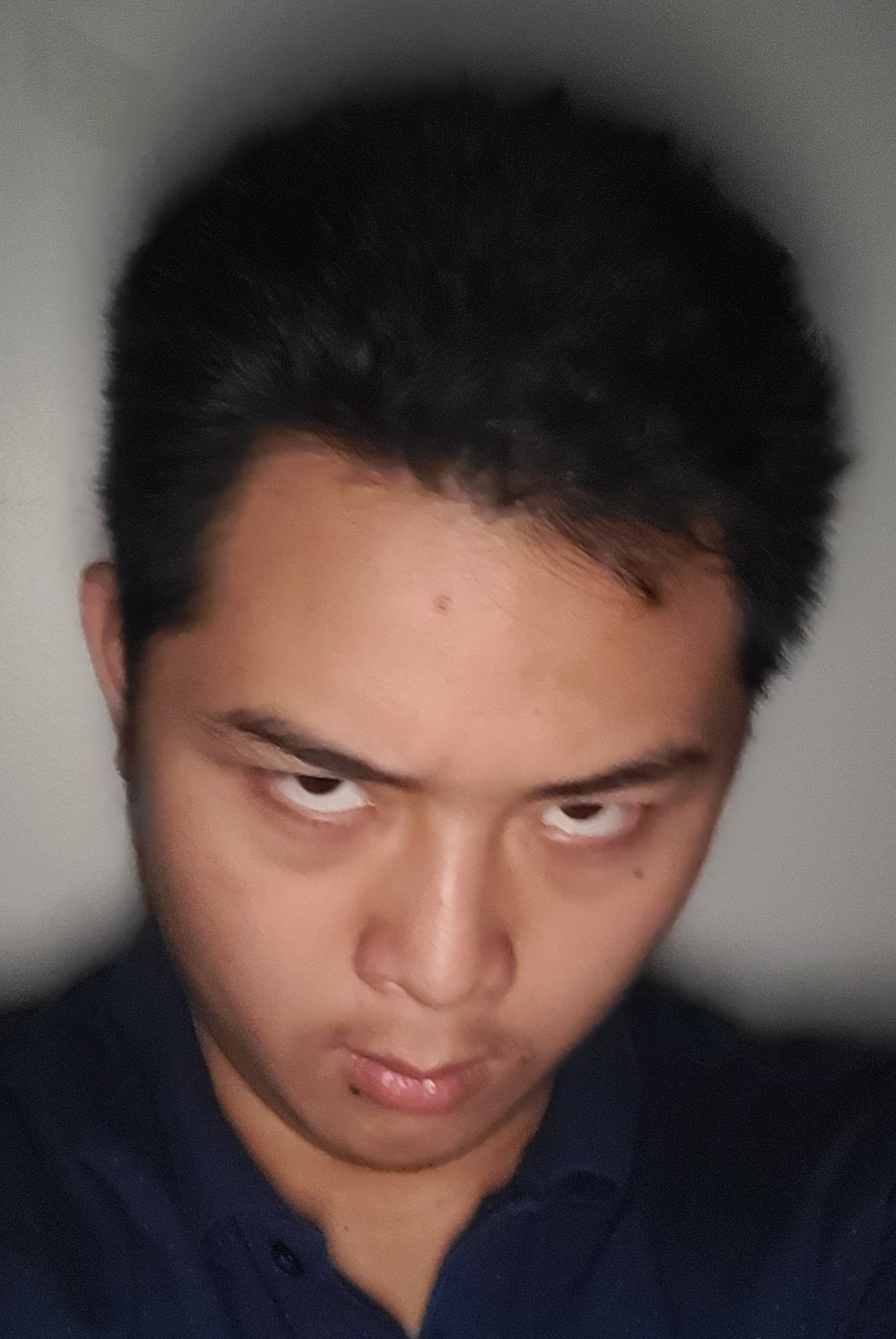
有效的库布里克凝视可以“入侵人心”。

根据雅各·拉岡有关拍摄凝视的理论，《Far Out》的艾梅·费里尔认为库布里克凝视能打破虚构世界和读者世界的隔阂，令观众更投入作品。同样，马修·米利亚说演员作出这种凝视时，会让观众认为他在穿过第四面墙，直看观众。他称这个技巧“入侵人心”又“令人担忧”。《Slate》指这个表情可能是最能产生恐惧的指导技巧。同样，《每日电讯报》说这种凝视可以增强观众的不安。
延斯·凯尔高-克里斯蒂安森在分析《全金属外壳》中步兵派爾的库布里克凝视时，说低眉和微笑看似在互相矛盾，能同时表示喜悦和愤怒。他又补充，不寻常的凝视有时很可怕，因为人类会靠眼睛分析表情。
《每日电讯报》的罗比·科林认为，无论演员的演技如何，只要他的脸部结构天生就有“威胁感”，他就能有效做出库布里克凝视。他指杰克·尼科尔森似乎时时刻刻都在露出库布里克凝视，因为他“眉毛下斜，嘴唇卷曲”。在《芙莉歐莎：瘋狂麥斯傳奇篇章》（2024年）的评价中，玛诺拉·达吉斯说安雅·泰勒-喬伊眼睛大，向上看的时候能突显眼白，所以很适合做库布里克凝视。
在《发条橙》的评论中，电影评论家罗杰·埃伯特认为亚历克斯本为不顾道德标准的人物，摄影师从上面拍摄却会掩盖他的罪恶，反而渲染他的“雄心壮志”。他也在《全金属外壳》的评价中批评库布里克滥用这种技巧，觉得这样做会“完全预测之后的事情，削弱一部分的紧张感”。